# Roucamps
Roucamps är en kommun i departementet Calvados i regionen Normandie i norra Frankrike. Kommunen ligger i kantonen Aunay-sur-Odon som ligger i arrondissementet Vire. År 2018 hade Roucamps 226 invånare.

## Befolkningsutveckling
Antalet invånare i kommunen Roucamps
Referens:INSEE